# Hahnia hauseri
Hahnia hauseri és una espècie d'aranya araneomorfa de la família dels hàhnids (Hahniidae). Fou descrita per primera vegada l'any 1978 per Paolo Marcello Brignoli. Aquesta espècie és endèmica de les Balears). Brignoli va dedicar el nom de l'espècia al naturalista que va trobar l'exemplar, Bern Hauser.
L'holotip és una femella trobada prop del Monestir de Lluc a Mallorca, en una zona d'oliveres i alzinar. Hi ha dues femelles més trobades prop d'Algaida en una zona de garriga. Per les seves característiques, pot ser propera a Hahnia petrobia, i altres espècies del grup que es poden trobar a Itàlia.